# Кульшит
 Кульшит  — упразднённая деревня в Куженерском районе Республики Марий Эл. Входила в состав Русскошойского сельского поселения. В 2024 году включена в состав деревни Аганур и исключена из учётных данных.

## География
Находится в северо-восточной части республики Марий Эл на расстоянии приблизительно 23 км на юг-юго-восток от районного центра посёлка Куженер.

## История
Известна с 1859 года как починок, где насчитывалось 18 дворов, 137 жителей. Она возникла в конце XVIII — начале XIX веков. В 1874 году здесь было 42 дома и 221 житель. В 1924 году в деревне было 58 дворов, в 1933 году — 79 дворов, проживало 359 жителей. В 1960 году деревня состояла из 50 хозяйств, в ней проживало 160 человек, в 1980 году 33 хозяйства, проживало 115 человек, в 1985 году проживало 97 человек. В 2005 году в деревне было 6 дворов. В 1933 году население деревни составляло 169 человек, в 1943 году насчитывалось 43 двора и 155 жителей, в 1960 31 двор и 129 жителей. В советское время работали колхозы «Новая деревня» и «Знамя».

## Население
| 2010 |
| ---- |
| 6    |

Население составляло 9 человек (русские 56 %) в 2002 году, 6 в 2010.